# Muthige, Arkalgud
Muthige là một làng thuộc tehsil Arkalgud, huyện Hassan, bang Karnataka, Ấn Độ.